# Ґродзець (Мазовецьке воєводство)
Ґродзець (пол. Grodziec) — село в Польщі, у гміні Червінськ-над-Віслою Плонського повіту Мазовецького воєводства.
Населення — 171 особа (2011).
У 1975-1998 роках село належало до Плоцького воєводства.

## Демографія
Демографічна структура станом на 31 березня 2011 року:
|          | Загалом | Допрацездатний вік | Працездатний вік | Постпрацездатний вік |
| -------- | ------- | ------------------ | ---------------- | -------------------- |
| Чоловіки | 91      | 29                 | 54               | 8                    |
| Жінки    | 80      | 14                 | 45               | 21                   |
| Разом    | 171     | 43                 | 99               | 29                   |